# Nicanor Tejerina
Nicanor Tejerina fue un escritor y diplomático peruano autor de un folleto en contra de la pena de muerte en el Perú en 1861 y de un tratado sobre la protección que presta el Estado peruano a los ciudadanos en 1900, y Cónsul del Perú en Hong Kong en 1857, en San Francisco (1858-1860), y en diversos lugares de la China.

## Biografía
Siendo aún muy joven figura como Cónsul del Perú en Hong Kong, y como tal produce un Informe sobre el naufragio de la embarcación Carmen, de bandera peruana,  con doscientos sesenta trabajadores inmigrantes chinos destinados a trabajar en las haciendas de la costa del Perú, el 9 de marzo de 1857, en su travesía entre los puertos chino y peruano de Suatao y el Callao, respectivamente, que fue publicado en El Comercio, de Lima, el 18 de julio de 1857.
Fue también cónsul del Perú en San Francisco (1858-1860), y durante varios años en distintos lugares de la China, donde mantuvo amistad con Benjamín Castañeda Garrido, y aprendió a hablar y escribir correctamente el idioma chino, que llegó a dominar y le valió para mantener un amplio contacto con los distintos estratos sociales de las comunidades de origen chino residentes en Lima hacia los años de 1884-1887.

## Obras
En 1861 publicó en Lima el folleto titulado De la pena capital en el Perú, de 27 páginas, en el que argumenta en contra de las tesis al respeto esgrimidas por el poeta Nicolás Corpancho, y el sacerdote Bartolomé Herrera: "Iniciado este opúsculo en [1]859, se creyó oportuno abandonar a medio camino la idea de darlo a luz; porque llegó a arraigarse en la mente de su autor la convicción de que fuese cual fuese el principio consignado en la ley, la decapitación estaba de hecho abolida por desuso. -En tal supuesto, pues, su redacción era un esfuerzo inoficioso. Mas el espíritu reaccionario del Congreso de [1]861, llevando el empuje a un punto a que jamás se esperó, ha creado tal conflicto que era ya del todo imposible permanecer impasible ante tan lúgubre programa. En efecto, no solo se ha rehabilitado el patíbulo para muchos delitos, sino que también con escándalo se ha privado al Gobierno de la facultad salvadora de conmutación. Por manera que el hacha del verdugo ha de descargarse sin remisión sobre la cerviz, merced hoy tal vez a la inepcia o corrupción de un juez, merced mañana quizá a la de una complicación indescifrable. ¡Terrible aberración! ¡Y más terrible aún el estoicismo social en no pulverizarla!"  La defensa de Tejerina contra la pena de muerte motivó el elogio por parte de José Arnaldo Márquez: "También entre nosotros, por una de esas reacciones anómalas que por disgusto nos abstenemos de calificar, existe restablecida la pena de muerte para ciertos delitos. Es triste que el Perú deba tan lúgubre regalo a un sacerdote y a un poeta.- Véase la excelente publicación sobre La pena de muerte en el Perú por el distinguido joven peruano D. Nicanor Tejerina".
En 1877 publicó Negociación en la China, réplica al ex-Ministro de Hacienda, Sr. Dr. [José] Araníbar.
En 1900 publicó El despacho oficial del Perú comparado con el de otros países y la protección que presta la nación a sus hijos comparada con la de otras naciones.